# Targhe d'immatricolazione della Transnistria
Le targhe d'immatricolazione della Transnistria vengono utilizzate per identificare i veicoli immatricolati nell'autoproclamata Repubblica Moldava Transnistriana (in russo: Приднестровская Молдавская Республика), la cui indipendenza al momento non è stata riconosciuta né dall'ONU né da alcuno Stato.

## Caratteristiche

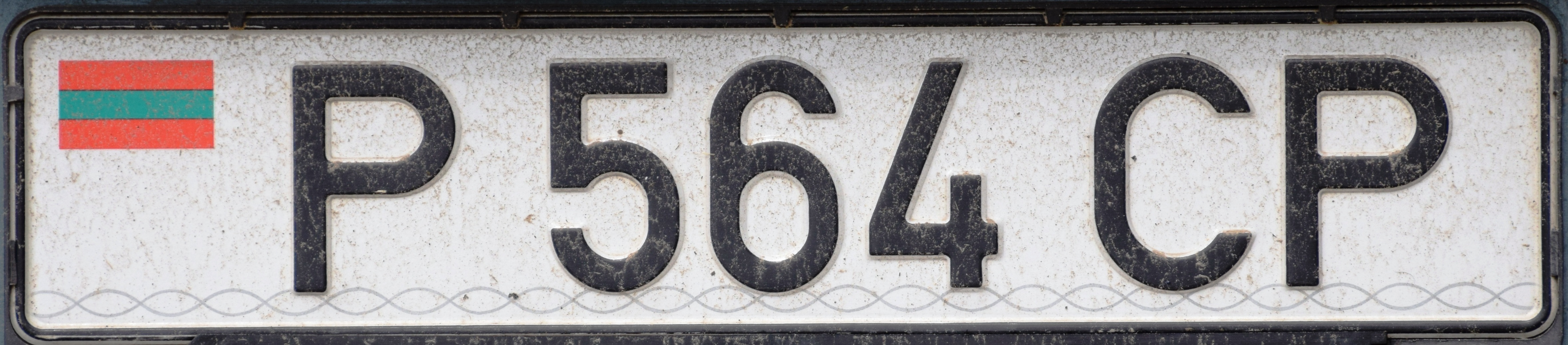
Formato utilizzato dal 2015 per targhe ordinarie di autoveicoli (sono stati rimossi l'adesivo olografico e la linea nera verticale)

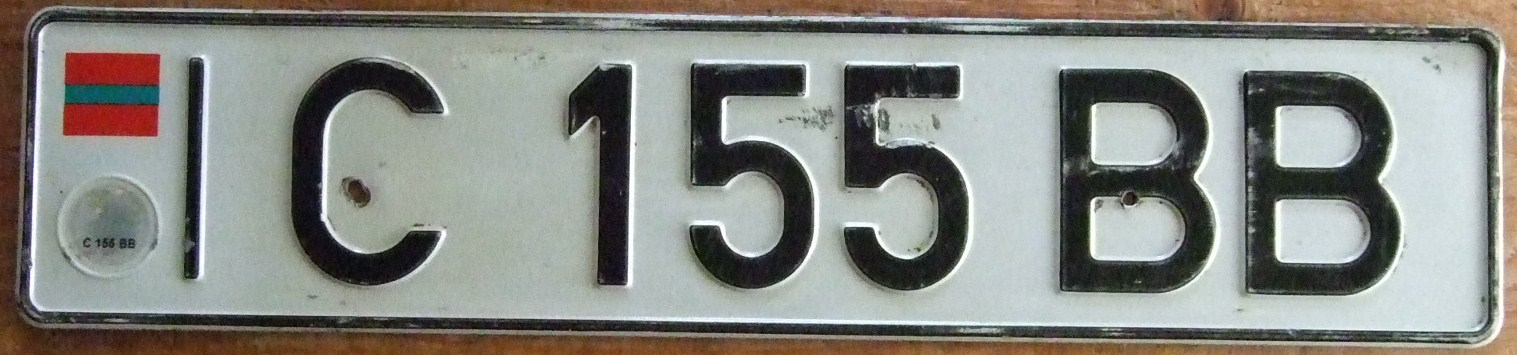
Targa standard per autoveicoli del tipo emesso fino al 2015

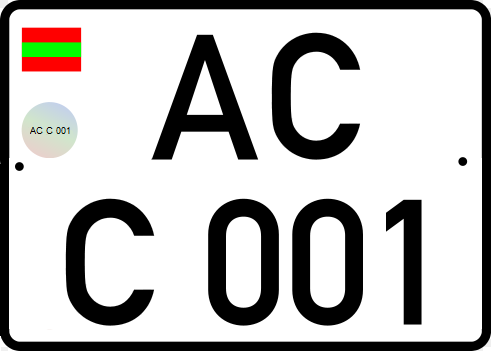
Targa d'immatricolazione di un rimorchio

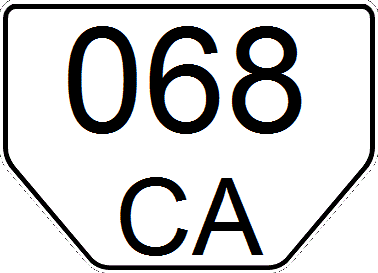
Formato per macchine agricole

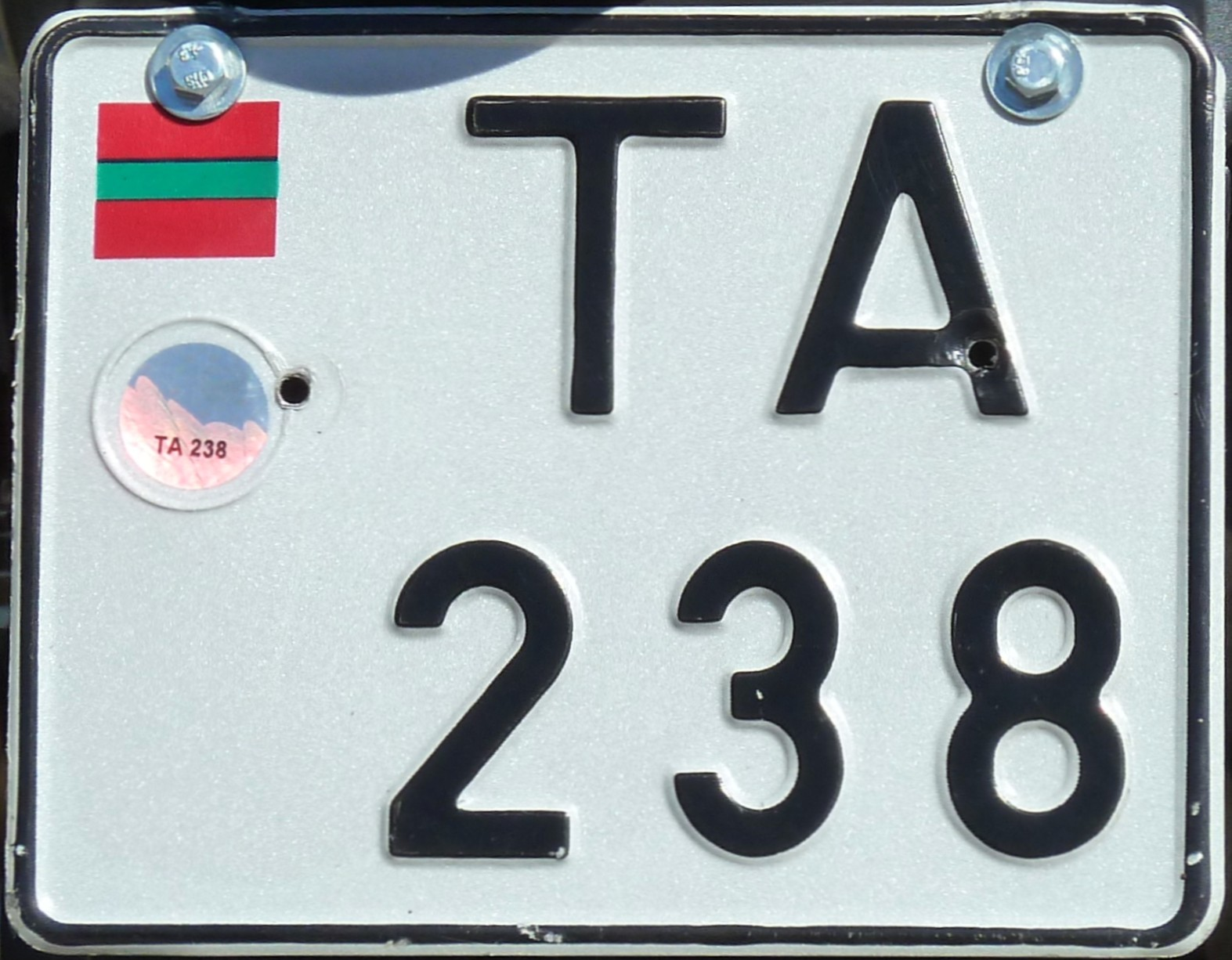
Formato per motocicli

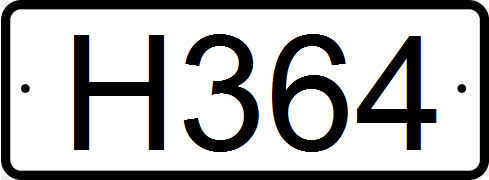
Targa di un ciclomotore

Presumibilmente a partire dal 1995 le targhe standard sono composte da una lettera identificativa dell'area di immatricolazione, tre cifre e due ulteriori lettere progressive (a partire da "AA") comuni all'alfabeto latino e cirillico. Hanno le medesime dimensioni e lo stesso colore di quelle della Moldavia; il font utilizzato è una variante del DIN. Non è presente la banda blu; a sinistra è impressa in alto la bandiera semplificata (cioè priva di falce, martello e stella) della repubblica, mentre in basso, al posto della sigla automobilistica internazionale "MD", fino al 2015 era posizionato un adesivo olografico in rilievo al cui interno era ripetuta la combinazione della targa. Dallo stesso anno è stata anche rimossa la linea verticale nera che separava la bandiera dalla lettera identificativa dell'area di immatricolazione; sono state invece aggiunte due onde sinusoidali grigie nella parte inferiore della targa. 
Sono in circolazione anche targhe posteriori su due linee, oltre che per autovetture (del tipo "T123/AA"), per camion, rimorchi e macchine agricole. Le targhe di queste ultime hanno forma esagonale, con gli angoli inferiori tagliati, e misurano 288 × 206 mm.
I camion e i rimorchi hanno sulla riga superiore le due lettere, su quella inferiore la sigla del distretto o della municipalità seguita dal numero di tre cifre. 
I motocicli hanno due lettere (la prima identifica la provenienza) in alto e tre cifre in basso; la sequenza nelle macchine agricole, le cui targhe presentano le lettere di dimensioni più piccole delle cifre, è invertita. 
Per i ciclomotori vengono emesse targhe su un'unica linea, prive di bandiera e ologramma e con la sigla distrettuale che precede il numero di tre cifre (es.:C123). 
Con un costo aggiuntivo, che a seconda della sequenza ordinata varia da un minimo di 50$ ad un massimo di 400$, a partire da agosto 2012 è possibile avere targhe personalizzate a pagamento, con combinazioni di cifre e/o lettere dell'alfabeto latino o cirillico che possono essere scelte liberamente; i veicoli con queste targhe, tuttavia, non sono autorizzati a varcare i confini. 
 Le targhe della Transnistria sono valide solamente in Russia, Bielorussia, Ucraina, Abcasia e Ossezia del Sud. Nell'adesivo ovale da incollare sul retro dei veicoli, la sigla automobilistica internazionale della Moldavia (MD) viene usata più spesso del codice non ufficiale PMR (Pridnestrovian Moldavian Republic).

## Autorità governative, Esercito e Truppe di frontiera

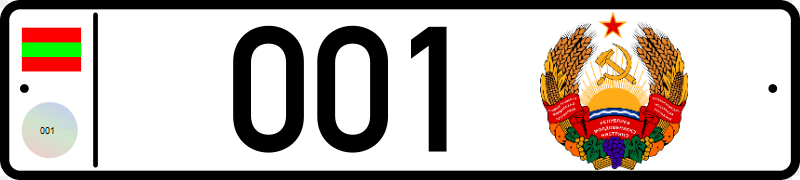
Targa apposta sulla vettura ufficiale del Presidente della Repubblica

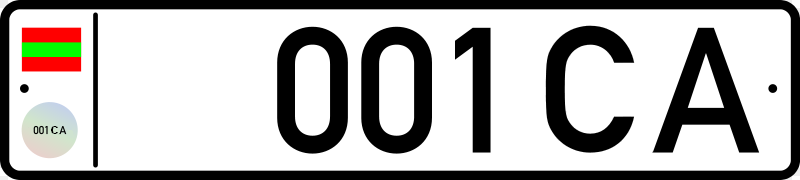
Formato per veicoli di autorità governative cessato nel 2012

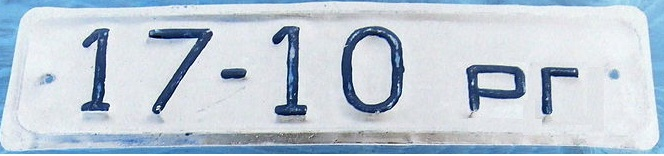
Formato per automezzi dell'Esercito

- Le targhe dei mezzi militari e quelle delle autorità sono prive della lettera distintiva dell'area di immatricolazione. Per le automobili degli alti funzionari governativi vengono tuttora emesse serie speciali composte unicamente da tre cifre e dall'emblema della repubblica di forma rotonda. Il numero 001 corrisponde alla vettura ufficiale del Presidente della Repubblica, il numero 002 all'auto del Primo Ministro, il numero 003 a quella del Presidente del Concilio Supremo.
- Le vetture delle altre autorità governative avevano invece le lettere fisse CA, iniziali in russo di Служебный Aвтомобиль / Služebnyj Avtomobil′, ossia "automobile ufficiale". Anche se queste vetture dovevano essere reimmatricolate con targhe ordinarie, se ne trovano però ancora in circolazione, in quanto i proprietari dei veicoli con apposte queste targhe si rifiutarono di consegnarle[2].
- Gli automezzi dell'Esercito hanno scritte nere su fondo bianco la cui serie è costituita da una coppia di numeri a due cifre separati da un trattino e dalle due lettere РГ o MO dell'alfabeto cirillico. All'autovettura del Ministro della Difesa è assegnata la sequenza fissa 00-01 MO, nella quale le lettere MO sono le iniziali di Mинистертво Oбороны / Ministertvo Oborony, ossia "Ministero della difesa" in russo.
- Anche ai veicoli delle Truppe di frontiera, dipendenti dal Ministero della sicurezza dello Stato, sono assegnate targhe bianche con caratteri neri, la cui serie è composta da un numero progressivo di quattro cifre (partendo da 0001) e dalle lettere ПB, iniziali di Пoгpаничныe Boйcка / Pograničnye Vojska (in russo "Truppe di frontiera"), ВД, CO o ЧK.

## Rappresentanze diplomatiche

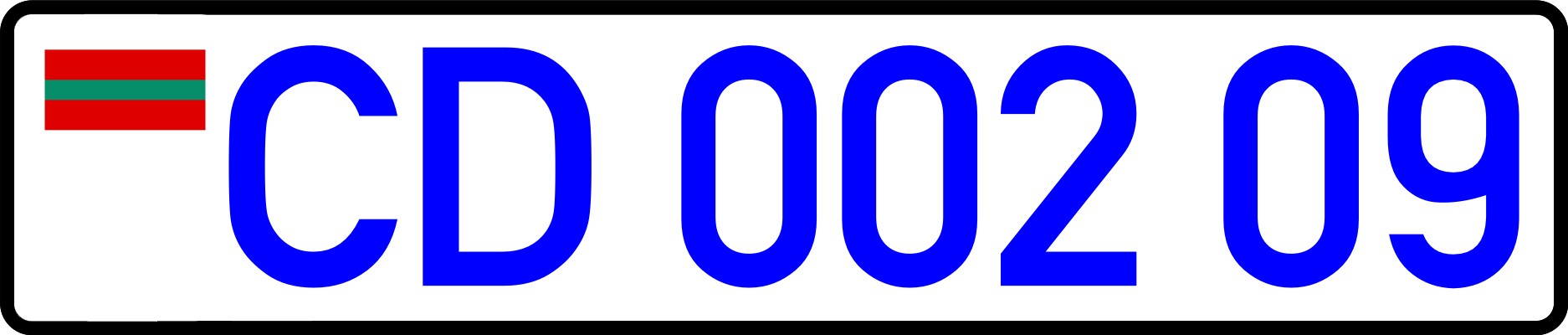
Targa diplomatica del tipo in uso dal 2015 (senza adesivo olografico e linea verticale nera)

A partire dal 2012 il formato delle targhe diplomatiche è analogo a quelle in circolazione in Moldavia, con scritte blu e codice CD (che sta per Corpul Diplomatic in romeno). Il primo numero a sinistra delle lettere, quello a tre cifre, è identificativo del Paese della rappresentanza: 001 - Federazione Russa, 002 - Ucraina, 003 - Ossezia del Sud; il secondo numero, a due cifre, è seriale e inizia da 01.

## Polizia

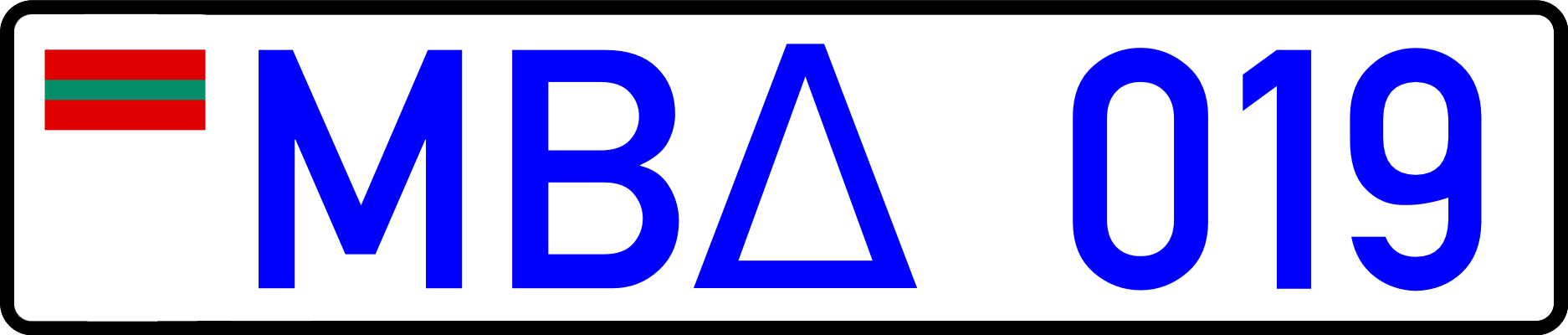
Targa di un'autovettura della Polizia con formato introdotto nel luglio 2019

A luglio del 2019 è stato introdotto un nuovo formato per i veicoli in dotazione alla Polizia: il bordo e i caratteri sono blu scuro su fondo bianco, non c'è più la linea verticale nera a destra della bandiera e dell'ologramma. Nelle autovetture la bandiera e le lettere MBΔ (iniziali di Министерство Внутренних Дел, ossia "Ministero degli Affari Interni" in russo) precedono uno spazio e una numerazione a tre cifre, nei motocicli la bandiera e due cifre progressive sormontano le lettere suddette. Rappresentazione schematica dei formato per moto:
| 0 1 MBΔ |

### Codici presenti nei veicoli della Polizia dal 2012 a luglio 2019

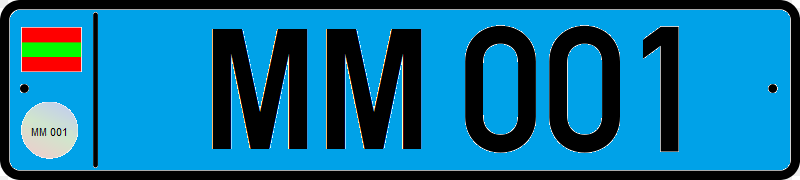
Formato per autovetture della Polizia emesso dal 2012 a luglio 2019

- AM, BM, EM, KM, PM, CM, TM (nero su celeste) - Polizia dei singoli distretti o municipalità (vd. infra)
- MM (nero su celeste) - Autovetture della Polizia
- TT (nero su celeste) - Motocicli della Polizia

## Targhe neutrali

Targa neutrale del tipo emesso dal 10 settembre 2018 alla fine del 2019

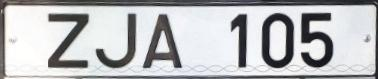
Targa neutrale del tipo introdotto nel 2020

Nel marzo 2013 è stato deciso di introdurre, per i soli veicoli che trasportano merci o persone tra il territorio moldavo e la Transnistria, targhe neutrali alfanumeriche con caratteri neri su fondo bianco riflettente, la cui emissione tuttavia è incominciata il 10 settembre 2018. Queste non forniscono alcuna indicazione sulla provenienza e sono sprovviste di bandiere o stemmi; le lettere AB sono seguite da due numeri (il primo di due e il secondo di tre cifre) separati da uno spazio.
Alla fine del 2019 la Moldova e la Transnistria hanno concordato l'introduzione di un nuovo tipo di targhe neutrali per la regione secessionista. Emesse a partire dal 2020, anche queste presentano caratteri neri su uno sfondo bianco riflettente e sono sprovviste sia di stemmi sia di lettere indicative della provenienza dei veicoli. Tre lettere non identificative dell'area di immatricolazione sono seguite da tre cifre che nel formato su doppia riga occupano quella inferiore. Per evitare di replicare i numeri di targa moldavi, la serie per il formato standard su una linea è iniziata con le lettere ZJA, mentre quella per il formato quadrato su doppia linea è iniziata con le lettere PXA.

## Sigle automobilistiche e rispettive aree di immatricolazione (in romeno e in russo)

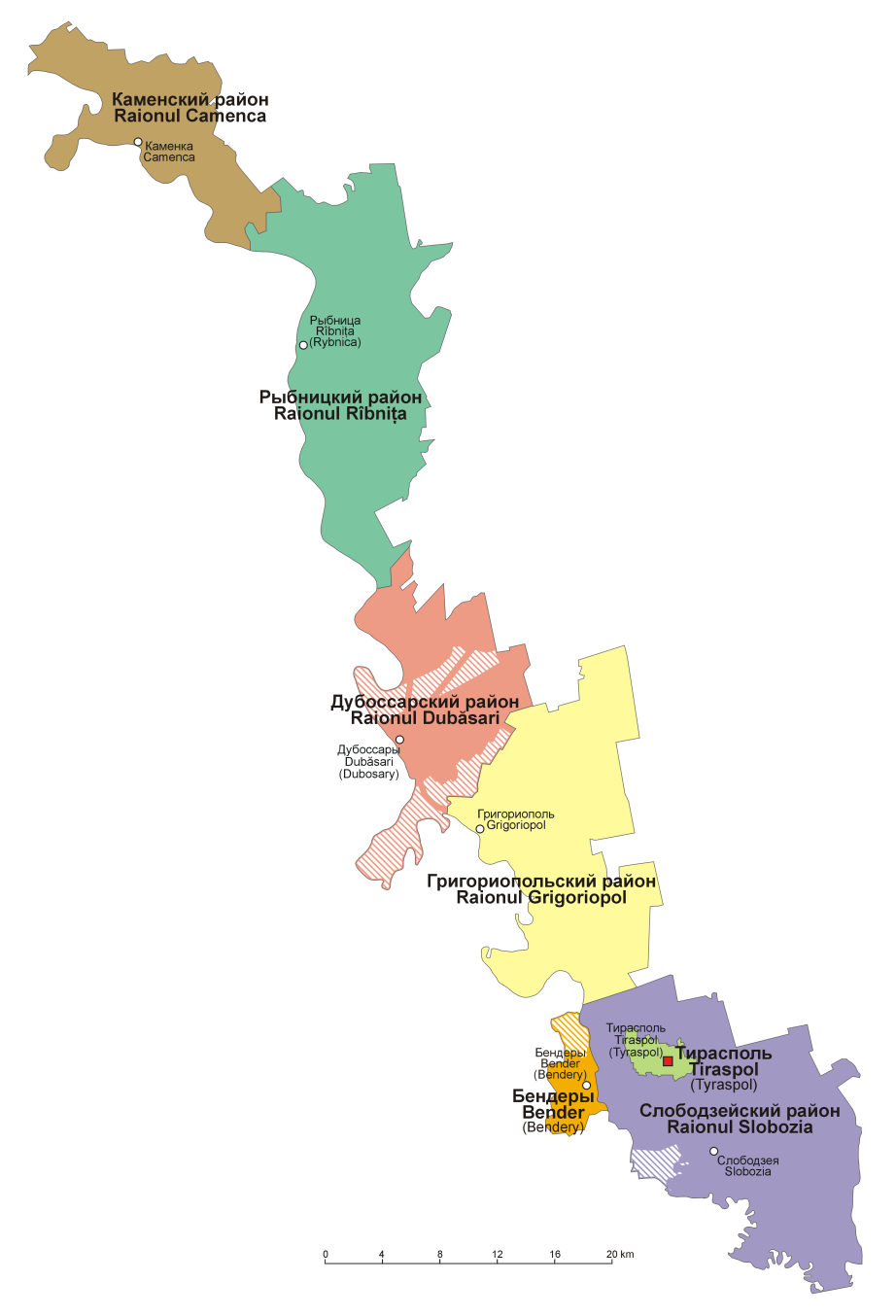
Carta dei distretti e dei comuni della Transnistria

N.B. I codici contrassegnati con un asterisco sono riservati ai ciclomotori.
- A - Comune di Bender / Бендеры
- B - Distretto di Grigoriopol / Григориополь район
- E - Distretto di Dubăsari / Дубоссары район
- K - Distretto di Camenca / Kаменка район
- P - Distretto di Rîbnița / Рыбница район
- C, M* - Distretto di Slobozia / Cлободзея район
- T, H* - Comune di Tiraspol / Tирасполь